# نيوان سوق
نيوان سوق (بالفارسية: نیوان سوق) هي قرية تقع في قسم نيوان الريفي في إيران. يقدر عدد سكانها بـ 1,047 نسمة .